# Geomys bursarius
Geomys bursarius là một loài động vật có vú trong họ Chuột nang, bộ Gặm nhấm. Loài này được Shaw mô tả năm 1800.

## Hình ảnh

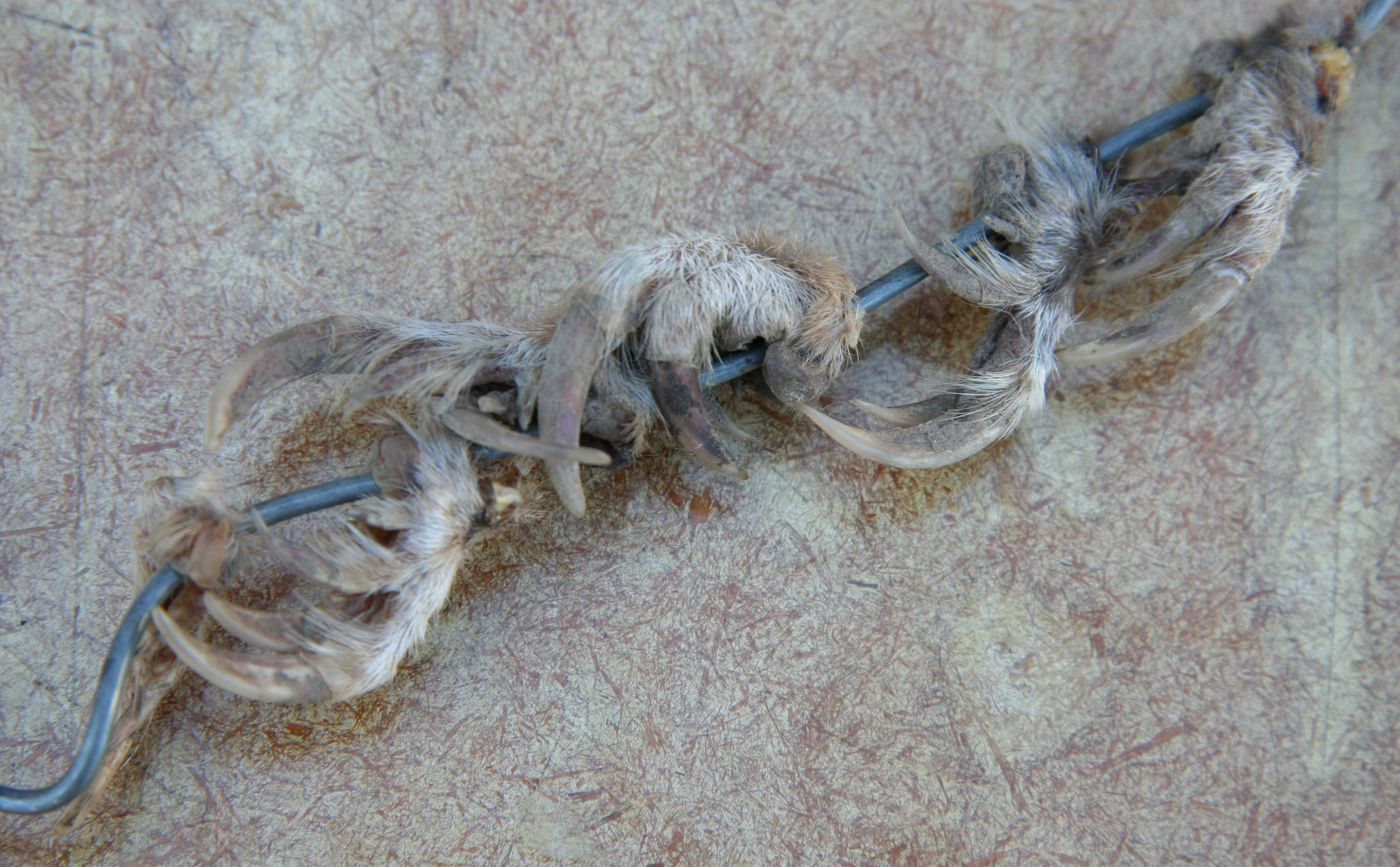
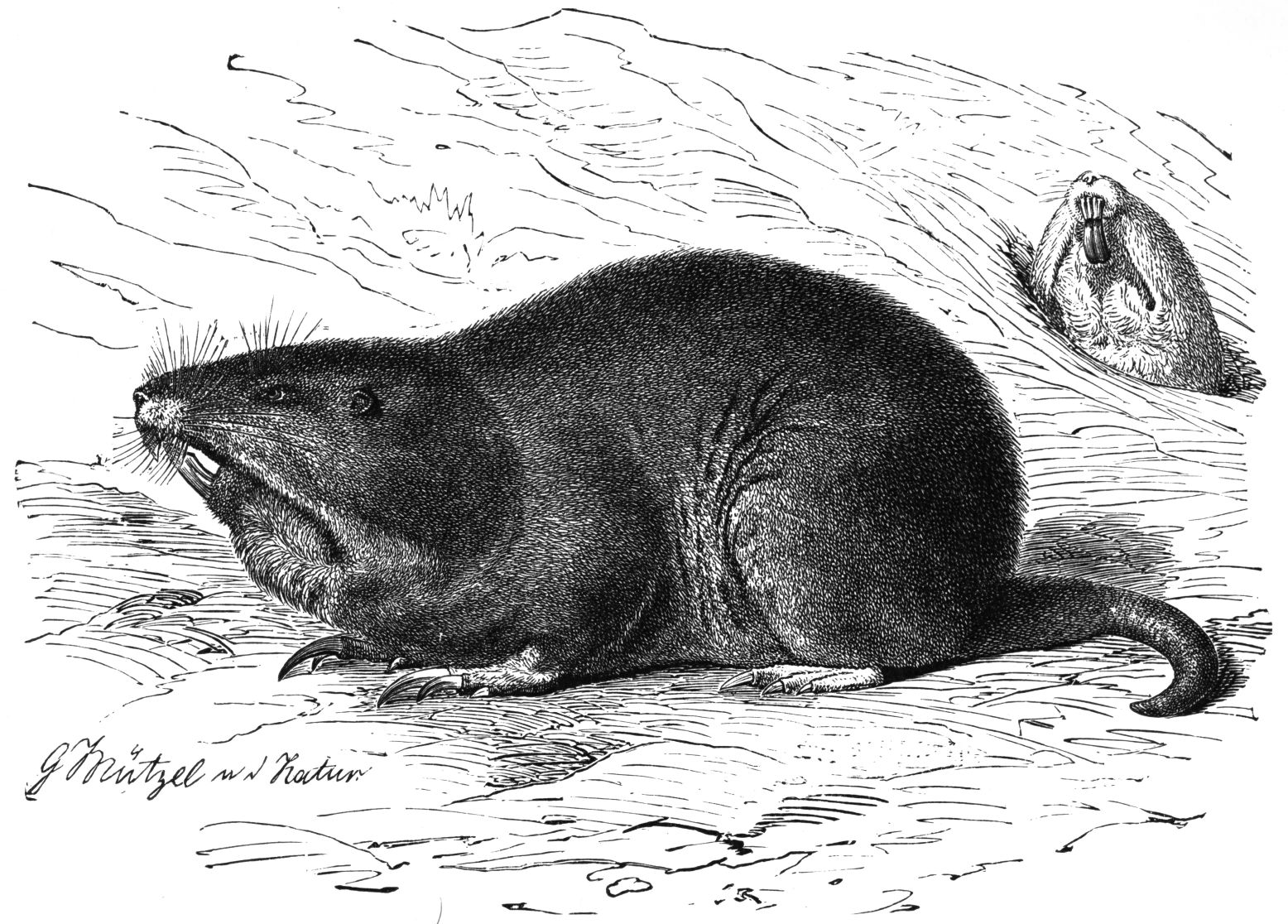